# Хроніка європейської Сарматії
Хроніка європейської Сарматії (лат. Sarmatiae Europeae descriptio) — історично-краєзнавчий твір раннього нового часу присвячений Східній Європі, що названа Європейською Сарматією. Написаний латиною. Виданий 1578 року в Кракові. Автор — королівський ротмістр і вітебський комендант Алессандро Гваньїні, шляхтич італійського походження. У праці описується географія, історія, релігія та традиції Польщі, Литви, Самоготії, Русі, Пруссії, Мазовії, Померанії, Лівонії, Московії і Криму. «Опис» вплинув на розвиток української, білоруської, польської, російської та інших історіографії XVII — XVIII століть. Інша назва — «Хроніка Сарматії Європейської».

## Назва
За виданням 1578 року: «Опис Сарматії Європейської, що включає королівство Польщі, Литву, Самоготію, Русь, Мазовію, Прусію, Померанію, Лівонію, Московію і частину Татарії» (Sarmatiae Europeae descriptio, quae regnum Poloniae, Letyaniam, Samogitiam, Russiam, Massoviam, Prussian, Pomeraniam, Livoniam, et Moschoviae, Tartariaeque partem complectitur).

## Переклади
2007 — українською:
Гваньїні, Олександр. Хроніка європейської Сарматії. — Київ, 2007.
Друге допрацьоване видання — 2009.
Надруковано в Києві, у видавництві «Києво-могилянська академія», під редакцією Валерія Смолія. Переклад Юрія Мицика, здійснений з польського видання.